# Mogera uchidai
La talpa di Senkaku (Mogera uchidai Abe, Shiraishi & Arai, 1991) è un mammifero della famiglia dei Talpidi, endemico di una singola isola del Giappone. Ritenuta dai suoi scopritori l'unica specie del genere Nesoscaptor, più recentemente ne è stata stabilita l'inclusione nel genere Mogera.

## Descrizione
L'unico individuo descritto aveva il peso di 42,7 g e la lunghezza di 129,9 mm, coda abbastanza corta, narici dirette verso l'esterno.

## Distribuzione e habitat
Vive solo nella piccola isola di Uotsuri-jima (4,3 km²), appartenente al gruppo delle isole Senkaku, a nord-est di Taiwan, un arcipelago sotto il controllo giapponese rivendicato anche dalla Cina e dalla stessa Taiwan.

## Biologia
Le abitudini non sono note.

## Status e conservazione
La Zoological Society of London, in base a criteri di unicità evolutiva e di esiguità della popolazione, considera Mogera uchidai una delle 100 specie di mammiferi a maggiore rischio di estinzione. In particolare l'introduzione di capre nell'isola che ospita la specie ha danneggiato il fragile ecosistema locale in modo che si teme possa pregiudicare la sopravvivenza della specie.